# Дарьино (Пушкинский район)
Дарьино — деревня в Пушкинском районе Московской области России, входит в состав сельского поселения Ельдигинское. Население — 40 чел. (2010).

## География
Расположена на севере Московской области, в западной части Пушкинского района, примерно в 9 км к северу от центра города Пушкино и 24 км от Московской кольцевой автодороги. В 3 км к востоку — линия Ярославского направления Московской железной дороги, в 5 км к востоку — Ярославское шоссе М8, в 5 км к северу — Московское малое кольцо А107, в 6 км к юго-западу — Учинское водохранилище системы канала имени Москвы.
В деревне одна улица — Васильковая. Ближайшие населённые пункты — село Ельдигино, деревни Матюшино и Петушки, ближайшая железнодорожная станция — платформа Зеленоградская. 

## Транспорт
- 25 (пл. Правда — Ельдигино — Тишково)
- 32 (пл. Правда — Ельдигино — Алёшино) — Луговая)
- 37 (пл. Зеленоградская — Алёшино — Ординово — Новое Гришино) [4].

## Население
| 1859 | 1890 | 1899 | 1926 | 2002 | 2006 | 2010 |
| ---- | ---- | ---- | ---- | ---- | ---- | ---- |
| 29   | ↗34  | ↗36  | ↗71  | ↘29  | →29  | ↗40  |

## История
В «Списке населённых мест» 1862 года — владельческая деревня 1-го стана Дмитровского уезда Московской губернии по правую сторону Московско-Ярославского шоссе (из Ярославля в Москву), в 30 верстах от уездного города и 30 верстах от становой квартиры, при пруде, с 4 дворами и 29 жителями (12 мужчин, 17 женщин).
По данным на 1899 год — деревня Богословской волости Дмитровского уезда с 36 жителями.
В 1913 году — 6 дворов.
По материалам Всесоюзной переписи населения 1926 года — деревня Ельдигинского сельсовета Софринской волости Сергиевского уезда Московской губернии в 4,8 км от Ярославского шоссе и 7,5 км от станции Софрино Северной железной дороги, проживал 71 житель (39 мужчин, 32 женщины), насчитывалось 8 хозяйств, из которых 7 крестьянских.
С 1929 года — населённый пункт в составе Пушкинского района Московского округа Московской области. Постановлением ЦИК и СНК от 23 июля 1930 года округа как административно-территориальные единицы были ликвидированы.
Административная принадлежность
1929—1930, 1934—1957 гг. — деревня Матюшинского сельсовета Пушкинского района.
1930—1934 гг. — деревня Матюшинского сельсовета Зелёного города.
1957—1959 гг. — деревня Матюшинского сельсовета Мытищинского района.
1959—1960 гг. — деревня Степаньковского сельсовета Мытищинского района.
1960—1962 гг. — деревня Ельдигинского сельсовета Калининградского района.
1962—1963, 1965—1994 гг. — деревня Ельдигинского сельсовета Пушкинского района.
1963—1965 гг. — деревня Ельдигинского сельсовета Мытищинского укрупнённого сельского района.
1994—2006 гг. — деревня Ельдигинского сельского округа Пушкинского района.
С 2006 года — деревня сельского поселения Ельдигинское Пушкинского муниципального района Московской области.